# 路威氏棕
路威氏棕（学名：Ravenea louvelii），又名繁序雷文葵，是馬達加斯加特有的棕櫚科植物。它們面對棲息地破壞的威脅，受到《瀕危野生動植物種國際貿易公約》附錄二的保護。